# Mount St. Helens
Mount St. Helens, St. Helens (2550 m n.p.m.) – czynny wulkan w stanie Waszyngton w Stanach Zjednoczonych, 154 km na południe od Seattle w Górach Kaskadowych.
Jest jednym ze 160 wulkanów pacyficznego pierścienia ognia.
Stratowulkan St. Helens ma około 40 tys. lat i jest jednym z młodszych i najbardziej aktywnych wulkanów w holocenie w Górach Kaskadowych.

## Nazwa
Nazwę góry w języku polskim często tłumaczy się jako „Góra Świętej Heleny”, jest to jednak tłumaczenie błędne. Nazwa góry pochodzi bowiem od brytyjskiego dyplomaty Alleyne’a Fitzherberta, pierwszego barona St. Helens, a została nadana górze na jego cześć przez George’a Vancouvera.

## Erupcja w 1980 roku

Opad popiołów po erupcji 1980: jasnożółty do 1,3 cm, do 5 cm, do 12,5 cm

Wulkan St. Helens rozsławiła spektakularna erupcja w niedzielę 18 maja 1980 roku. Była jedną z pierwszych erupcji przewidzianych przez służby wulkanologiczne – poprzedziło ją powstanie wybrzuszenia na północnym stoku i liczne trzęsienia ziemi. Jedno z nich spowodowało osunięcie się całego północnego boku góry, co było największym zarejestrowanym osuwiskiem w historii. Wywołane tym zmniejszenie ciśnienia zapoczątkowało erupcję. Wulkan stracił wówczas 400 m wysokości. Na wieść o przewidywanym wybuchu do Seattle, w stanie Waszyngton, zaczęły ściągać setki wulkanologów i pasjonatów wulkanów z całego świata.

St. Helens przed i po erupcji

Erupcja wyrzuciła w powietrze prawie jedną trzecią objętości góry i miała siłę około 400 megaton trotylu – 20 tys. razy większą niż pierwsza bomba atomowa, zrzucona na Hiroszimę. Spowodowała też całkowite zniszczenie ponad 600 km² lasu, a kolejnych 300 nieodwracalnie zmieniła. Słup popiołu miał wysokość 18 kilometrów, 800 tys. metrów sześciennych pyłu i popiołu spadło tylko na samo miasto Yakima. Dzięki zainstalowanym instrumentom pomiarowym i badawczym erupcję przewidziano na ponad dwa tygodnie wcześniej, udało się ewakuować prawie całą okolicę i w jednej z największych katastrof naturalnych XX wieku zginęło tylko 57 ludzi, głównie drwali i samotników mieszkających w borach sosnowych niegdyś pokrywających zbocza wulkanu. Zniszczonych zostało 250 domów. Była to najbardziej śmiertelna i kosztowna erupcja wulkanu w historii Stanów Zjednoczonych.
Od 1980 roku wulkan St. Helens sporadycznie daje oznaki aktywności. Założony wokół niego pomnik narodowy jest jedną z głównych atrakcji turystycznych północno-zachodnich Stanów Zjednoczonych.

## Erupcje 2004–2008

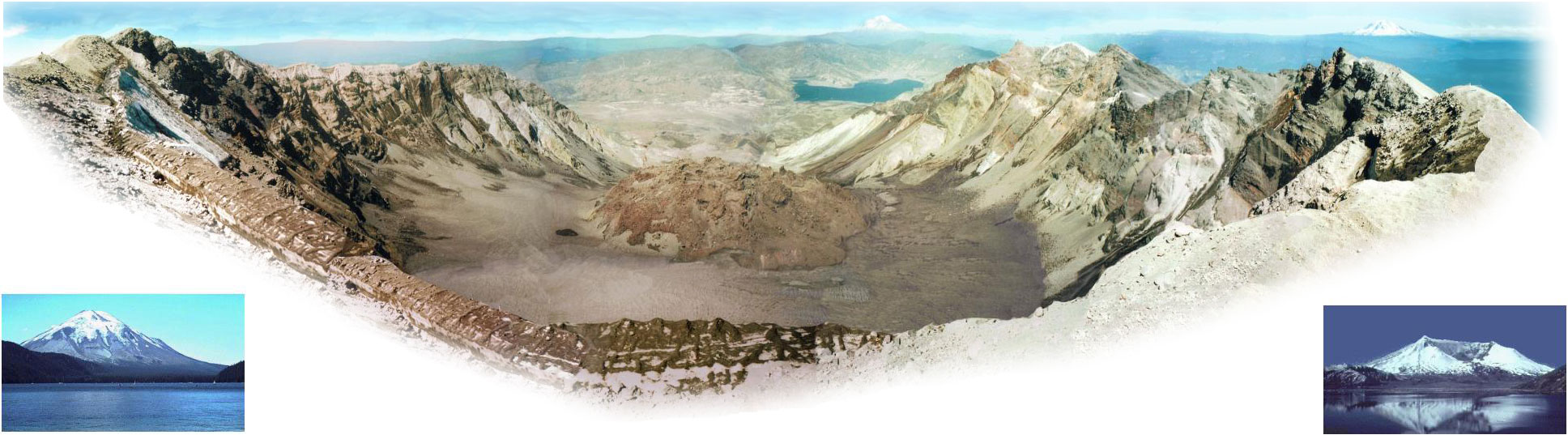
Mount St. Helens widziany z punktu obserwacyjnego. Widać krater otwarty ku północy i stożek lawy. Zdjęcia po bokach przedstawiają jezioro Spirit przed i po erupcji. Jezioro widać też na głównym zdjęciu, jak również i dwa inne wulkany.

Wulkan wznowił swoją aktywność w roku 2004. Było to dużym zaskoczeniem, gdyż od zakończenia ostatniej erupcji w 1986 roku nie odnotowano żadnych trzęsień ziemi. We wczesnych godzinach 23 września 2004 seria małej skali (magnituda poniżej 1), płytkich trzęsień ziemi (pomiędzy 1 km a 0,5 km pod powierzchnią) rozpoczęła się pod kopułą wulkaniczną z lat 1980/86. W okresie kolejnych siedmiu dni częstotliwość i wielkość trzęsień wzrosła. W dniu 26 września 2004, wzrost aktywności skłonił naukowców do wydania ostrzeżenia o zwiększonym ryzyku eksplozji lawy. Od początku października przez 10 kolejnych dni nastąpiły wybuchy popiołów wulkanicznych oraz gazów. Wypływ lawy i tworzenie nowej kopuły wulkanu rozpoczęło się 11 października 2004 roku. Aktywność w latach 2004–2008 charakteryzowała się dużym wypływem lawy. W tym okresie do końca stycznia 2008 roku wypłynęło 92 miliony metrów sześciennych lawy tworząc nową 460 m kopułę wulkaniczną. Taka ilość materiału wystarczyłaby do pokrycia warstwą o grubości około 1 metra siedmiopasmowej autostrady z Nowego Jorku do Portland w Oregonie.